# Клементьев, Евгений Иванович
Евгений Иванович Клементьев (1938—2017) — российский этнограф, этносоциолог, заслуженный деятель науки Республики Карелия (2008).

## Биография
Родился в карельской семье. Окончил лесотехникум, работал в Ругозерском леспромхозе.
После окончания в 1967 году исторического факультета ПетрГУ, обучался в аспирантуре при Институте этнографии АН СССР.
В 1960 году Евгений Иванович был призван в армию, три года отслужил оператором-высотомером — сначала в г. Кеми, затем в районе п. Пинега Архангельской области, где уже сам руководил группой новобранцев.
С 1970 года работал в Институте языка, литературы и истории КарНЦ РАН, учёным секретарем института, заведующим сектором этносоциологии и этнографии.
В 1972 г. защитил кандидатскую диссертацию на тему «Социальная структура и национальное самосознание (на материалах Карельской АССР)».
С 1974 по 1979 год Евгений Иванович работал в должности учёного секретаря Института.
С 1980 года является старшим научным сотрудником сектора фольклора и этнографии.
С 1983 по 1990 год возглавлял новый сектор ИЯЛИ — этносоциологии и этнографии.

## Научные труды
- Карелы. Этнографический очерк. — Петрозаводск, 1991
- Сельская среда и население Карелии. 1945—1960. Историко-социологические очерки. — Л., 1988 (в соавторстве)
- Сельская среда и население Карелии. 1960—1980-е годы. Историко-социологические очерки. — Петрозаводск, 2001 (в соавторстве)
- Республика Карелия. Модель этнологического мониторинга. — М., 1998.
- Сельская среда и население Карелии. 1960—1980-е годы. Историко-социологические очерки. Петрозаводск, 2000 (в соавт. с А. А. Кожановым).
- Карелия: штрихи к этнополитическому портрету (история и современность) // Этно-панорама. 2002. № 1.
- Сегозерье в XX веке: социально-экономические и этнические аспекты системы расселения // Деревня Юккогуба и её округа. 2001.
- Вепсы: современная этноязыковая ситуация // Прибалтийско-финское языкознание. — Петрозаводск, 2003.
- Прибалтийско-финские народы России. Серия «Народы и культуры» / Отв. ред. Е. И. Клементьев, Н. В. Шлыгина. М.: Наука, 2004.
- Карелы: модели языковой мобилизации. Сборник материалов и документов / Сост.: В. Н. Бирин, Е. И. Клементьев, А. А. Кожанов. Петрозаводск: Карельский научный центр РАН, 2005.
- Вепсы: модели этнической мобилизации. Сборник материалов и документов / Сост.: Е. И. Клементьев (рук.), А. А. Кожанов, З. И. Строгальщикова. Петрозаводск: Карельский научный центр РАН, 2007.
- Карельское национальное движение. Часть 1. От съезда к съезду / Сост.: Е. И. Клементьев (рук.), А. А. Кожанов. Петрозаводск: Карельский научный центр РАН, 2009.
- Языковые процессы в Карелии на примере карелов, вепсов, финнов. Петрозаводск: Карельский научный центр РАН, 2013.
- Мы — карелы // Карелы: осмысление исторического опыта. Anusenlinnu. 2014. C. 15-25.
- Этносоциология в Карелии. Петрозаводск: Карельский научный центр, 2015.
- Успение Пресвятой Богородицы в Ондозере // Вепсы, карелы и русские Карелии и сопредельных областей: исследования и материалы к комплексному описанию этносов. Петрозаводск: Карельский научный центр РАН, 2016. C. 157—165.
- Карельское национальное движение. Сборник материалов и документов. Часть 3. Радикальное крыло (1990—1993) / Сост. Е. И. Клементьев (рук.), А. А. Кожанов. Отв. ред. З. И. Строгальщикова, С. Э. Яловицына. Петрозаводск: Карельский научный центр РАН, 2018[2].

## Награды
- Почетная грамота Президиума АН СССР
- Почетная грамота Президиума Верховного Совета Карельской АССР
- Почетная грамота Республики Карелия
- Почетное звание Заслуженного деятеля науки Республики Карелия
- Почетная грамота РАН[2]